# Vârciorog
Vârciorog is een Roemeense gemeente in het district Bihor.
Vârciorog telt 2236 inwoners.